# Sistema Nacional de Inteligencia
El Sistema Nacional de Inteligencia (SINAI) es una estructura del Estado paraguayo, creada por la Ley n.º 5241/2014. Su función principal es coordinar la producción de inteligencia y contrainteligencia a través de diversos organismos, con el objetivo de contribuir a la seguridad nacional. Opera bajo la dirección del Presidente de la República y del Consejo Nacional de Inteligencia.
El sistema está conformado por entidades independientes que se coordinan funcionalmente para generar conocimiento estratégico destinado a los niveles superiores del Estado. Entre sus objetivos se encuentran la preservación del orden constitucional, la soberanía y el régimen democrático.

## Composición
El SINAI está integrado por:
- Consejo Nacional de Inteligencia (CNI)
- Ministerio del Interior
- Ministerio de Defensa Nacional y las Fuerzas Armadas del Paraguay
- Secretaría Permanente del Consejo de Defensa Nacional
- Secretaría Nacional Antidrogas (Senad)
- Secretaría de Prevención de Lavado de Dinero o Bienes (Seprelad)
- Secretaría Nacional de Inteligencia (SNI)

## Organismos de inteligencia
Los organismos que desarrollan tareas de inteligencia dentro del SINAI incluyen:
- Dirección de Inteligencia Estratégica del Ministerio de Defensa Nacional
- Dirección General de Inteligencia de las Fuerzas Militares
- Dirección de Inteligencia del Ministerio del Interior
- Dirección de Inteligencia de la Policía Nacional
- Dirección de Inteligencia de la Senad
- Dirección General de Análisis Financiero de Seprelad
- Otros organismos que la SNI defina con aprobación del CNI